# Tolga Seyhan
Tolga Seyhan (Giresun, 17 de janeiro de 1977) é um futebolista turco que atua como defesa.

## Carreira
Começou a jogar profissionalmente no Düzcespor em 1995, tendo passado por diversos outros times da Turquia como o Dardanel Spor A.Ş, o Malatya SK e o Trabzonspor. Teve como auge de sua carreira a conquista do campeonato ucraniano ao serviço do FC Shakhtar Donetsk, em 2007.

## Títulos
- Campeonato Ucraniano de Futebol (2007)